# Kontinentaler Zwergspaniel
Der Kontinentale Zwergspaniel (ursprünglich Epagneul Nain Continental) ist eine von der FCI anerkannte Hunderasse aus Frankreich und Belgien (FCI-Gruppe 9, Sektion 9, Standard Nr. 77). Neben der Rasse selbst bezeichnet die FCI auch die Sektion, zu der neben dieser Rasse noch der (vorläufig angenommene) Russkiy Toy gehört, mit dem Namen Kontinentaler Zwergspaniel.
Bei der Rasse Kontinentaler Zwergspaniel werden zwei Varietäten unterschieden: der Papillon (franz.: Schmetterling), dessen große abstehende Ohren in der Form an einen Schmetterling erinnern, und der Phalène (franz.: Nachtfalter), dessen Ohren nach unten hängen. Für beide Varietäten wird getrennt ein CACIB vergeben.

## Herkunft und Geschichtliches
Gegen Ende des 19. Jahrhunderts beginnt in Frankreich und Belgien die systematische Zucht von Zwergspaniels und ein Rassehund im Sinne heutiger Hundezucht entsteht. Ein erster Rassestandard für den Kontinentalen Zwergspaniel wird 1905 festgelegt. Bereits im 13. Jahrhundert wurden Hunde dieses Typs in Verbindung mit adligen Personen auf italienischen Ölgemälden abgebildet. Großer Beliebtheit erfreuten sie sich zudem als Haustier am französischen Hof und im britischen Königshaus.

## Beschreibung
Der Kontinentale Zwergspaniel gehört mit bis zu 28 cm Schulterhöhe und ca. 5 kg zu den Kleinhunderassen.
Sein langes, seidiges Fell muss in der Grundfarbe weiß sein und hat farbige Abzeichen. Die Farbvarianten reichen von kastanienrot über rotbraun, braun bis schwarz, nicht erlaubt ist leberbraun. Die rotbraunen Farbtöne können mit schwarzen Haarspitzen (wird als zobel bezeichnet) kombiniert sein. Die Abzeichen sollen sich über Kopf und Körper verteilen, wobei am Körper die weiße Grundfarbe überwiegen muss. Am Kopf und an den Ohren ist die jeweilige Farbe vorherrschend, eine weiße Blesse ist gewünscht. Das Fell darf keine Unterwolle haben. Der Rücken ist gerade, die fransige Rute wird über ihn gebogen getragen. Er hat gerade, schlanke Beine mit guten Winkelungen und Hasenpfoten. Sein Kopf soll entsprechend der Körpergröße klein und rund sein. Dadurch und durch die ausdrucksstarken Augen entsteht das Kindchenschema. Die mandelförmigen Augen sind von einem dunklen Rand umgeben.
Der Phalene unterscheidet sich vom Papillon nur durch die Form der Ohren, die bei ihm seitlich am Kopf herabhängend und flach anliegend sein sollen. Beim Welpen zeigt sich meistens erst nach einigen Wochen, ob sich die Ohren aufrichten (Papillon) oder hängend getragen werden (Phalene). Beide Ohrformen sind breit, groß und abgerundet. Aufgerichtet sehen sie wie ausgebreitete Schmetterlingsflügel aus. Sie besitzen an den Rändern, wie der Schwanz, Fransen und sind sehr beweglich/ausdrucksstark.
Der Kontinentale Zwergspaniel ist wachsam, verspielt, lebhaft, freundlich und anmutig, jedoch auch robust.